# Терминалии
Терминалии е празник в Древен Рим. Празнува се на 23 февруари в чест на Термин – бога на държавните граници и синорите. Жертвите, които му се принасят, са от растителен произход.